# Cottonfish Tales
Cottonfish Tales è il primo album in studio del cantante svedese Andreas Johnson, pubblicato nel 1997.

## Tracce
1. Purple Morning
2. Head of the Family
3. Crush
4. Cruel
5. Trampoline
6. Like a Woman
7. Worth Waiting
8. Forever Needed
9. Seven Days
10. Room Above the Sun
11. Brave Thing
12. Night Stood Still

## Formazione
- Andreas Johnson – voce, chitarra
- Johan Lindström – chitarra, piano, organo, sintetizzatore, tastiera
- Anders Molin – basso
- Andreas Dahlbäck – batteria, percussioni